# Heliconia curtispatha
Heliconia curtispatha är en enhjärtbladig växtart som beskrevs av Otto Georg Petersen. Heliconia curtispatha ingår i släktet Heliconia och familjen Heliconiaceae. Inga underarter finns listade.